# Shéu
Shéu Han (*  3. August 1953 in Inhassoro, Portugiesisch-Ostafrika), auch bekannt als Shéu, ist ein portugiesischer ehemaliger Fußballspieler und -trainer.  Er spielte als zentraler Mittelfeldspieler 17 Jahre lang für Benfica Lissabon und 24 mal für die Portugiesische Fußballnationalmannschaft.

## Vereinskarriere
Shéu wurde in Inhassoro, heutiges Mosambik geboren, und ist chinesischer und schwarzafrikanischer Abstammung. Er kam 1970 nach Portugal und schloss sich dem Jugendakademie von Benfica an, wo er im Oktober 1972 seinen ersten Auftritt in der ersten Mannschaft hatte, aber erst drei Spielzeiten später zum Stammspieler wurde. Shéu blieb fast bis zum Ende seiner Karriere in Lissabon und war von 1987 bis 1988 sogar Kapitän der Mannschaft. Er war maßgeblich am Gewinn von neun Meisterschaften in der Primeira Liga und sechs Taça de Portugal beteiligt.
Außerdem erreichte Shéu das UEFA-Pokalfinale 1983, was seine Mannschaft in zwei Spielen gegen den RSC Anderlecht aus Belgien verlor (0:1 und 1:1), wobei er im Rückspiel in der portugiesischen Hauptstadt das erste Tor erzielte. Er erreichte mit Benfica zudem das Finale des Europapokal der Landesmeister 1987/88, das im Elfmeterschießen gegen den PSV Eindhoven verloren ging. Für Benfica nahm Shéu an 489 Pflichtspielen teil, womit er zu den Rekordspielern des Klubs gehört.
Nach 17 Jahren bei Benfica spielte er 1989 kurz in der Canadian National Soccer League für den Klub Toronto First Portuguese, bevor er mit 36 seine Spielerkarriere beendete.

## Nationalmannschaft
Shéu spielte 24 Mal für die portugiesische Nationalmannschaft, sein Debüt gab er am 7. April 1976 bei einer 1:3-Freundschaftsspielniederlage gegen Italien in Turin, sein einziges Tor erzielte er am 23. September 1981 beim 2:0-Sieg der Nationalmannschaft gegen Polen in einem weiteren Testspiel.
Während der Qualifikation zur Europameisterschaft 1984 kam Shéu zweimal für die Nationalmannschaft zum Einsatz, unter anderem beim entscheidenden 1:0-Sieg gegen die Sowjetunion im November 1983, schaffte es aber nicht in den endgültigen Kader, der schließlich das Halbfinale bei der Europameisterschaft 1984 Frankreich erreichte.

## Nach der Karriere
Shéu wurde Trainer und war mehr als zwei Jahrzehnte lang als Assistent bei Benfica und in verschiedenen anderen Führungspositionen tätig. Im Mai 1999, nach dem Abgang von Graeme Souness, fungierte er als Interimstrainer. Shéu verließ seinen Posten als technischer Sekretär am Ende der Saison 2017/18.

## Erfolge als Spieler
- Portugiesischer Meister: 1973, 1975, 1981, 1983, 1984, 1987, 1989
- Portugiesischer Pokalsieger: 1969, 1970, 1972, 1980, 1981, 1983, 1985, 1986, 1987
- Portugiesischer Supercupsieger: 1980, 1985
- UEFA-Cup-Finalist: 1983
- Europapokal der Landesmeister-Finalist: 1988